# Raphidia ambigua
Raphidia ambigua är en halssländeart som beskrevs av H. Aspöck och U. Aspöck 1964. Raphidia ambigua ingår i släktet Raphidia och familjen ormhalssländor. Inga underarter finns listade i Catalogue of Life.